# Tamási Eszter
Tamási Eszter (Mezőtúr, 1938. április 20. – Budapest, 1991. december 16.) magyar tévébemondó, műsorvezető, színésznő. 1957-től 1991-ig a Magyar Televízió bemondónője volt, az MTV Posztumusz Örökös Tagja.

## Pályája
Szegény család gyermeke volt, 1955-ben került Budapestre. Rózsahegyi Kálmán színiiskolájában végezte színészi tanulmányait, majd a filmgyárban volt statiszta. Fénykép alapján keresték fel és bemondóként alkalmazták a Magyar Televíziónál, 1957. július 11-én lépett először a kamerák elé.
Bemondóként és műsorvezetőként is dolgozott a tévénél. Vezette többek között a Híradót, a Táncdalfesztivált, a Kodály énekversenyt (Kudlik Júliával felváltva), az Iskolatelevíziót. 1971-ben indult az Önök kérték című kívánságműsor, melynek 1990-ig a műsorvezetője volt. Ezenkívül riporterként is tevékenykedett. Sokoldalúságát szórakoztató szilveszteri műsorokban is bizonyította. Közreműködött hanglemezeken mesemondóként is.

## Magánélete
1959 őszétől 1964-ig titkolt szerelmi viszony fűzte Ortutay Gyulához. Ő védte meg Tamási Esztert a beszervezéstől 1961-ben.
Férje Laubál László. 1965-ben született meg lánya, Krisztina.
Leányával 1991-ben üzletet nyitott, amelyben természetgyógyászati termékeket, ruhát, bútorokat is árultak és egy olyan terméket, ausztrál hajregenerálót, amely visszaadta az ősz haj eredeti színét.
Agydaganat következtében hunyt el 53 évesen. Halálakor a TV Híradó emlékező-összeállítással búcsúzott tőle, amelynek részleteit kollégája, Moldoványi Ákos válogatta az MTV archívumából.

## Játékfilmjei
- Dollárpapa (1956)
- Játék a szerelemmel (1957)
- Láz (1957)
- A Múmia közbeszól (1967)
- Csak egyszer az életben – KÖZDOK-oktatófilm

## Televíziós filmjei
- Gombóc tündér (1964)
- Irány Mexikó! (1968)
- Donaug’schichten (német krimisorozat) - Die Straße nach Budapest epizód (1969)
- A tettek beszélnek (1975 – dokumentumfilm + riporter)

## Kitüntetések
- Szocialista Kultúráért
- Munka Érdemrend bronz fokozat
- Kiváló Határőr
- Szocialista Televízióért

## Portré
- Majdnem privát portré Tamási Eszterről (1990), riporter: Friderikusz Sándor[6]